# Álvaro Domínguez
Álvaro Domínguez Soto (Madrid, 1989. május 16. –) spanyol válogatott labdarúgó. A kétszeres spanyol válogatott védő az Atléticóval két Európa-ligát, míg az U21-es nemzeti csapat tagjaként 2011-ben Európa-bajnokságot nyert.
Az Atlético Madrid csapatában eltöltött évek után 2012-ben a Borussia Mönchengladbachhoz szerződött, amelynek színeiben 81 mérkőzésen három gólt szerzett, ám súlyos sérülései miatt 20 hónapot hagyott ki. Két műtéten is átesett, de mivel az állapota nem javult számottevően, ezért 2016-ban a visszavonulás mellett döntött.

## Pályafutása
1999-ben csatlakozott a Real Madrid akadémiájához, majd két évvel később mindössze 12 évesen a helyi rivális Atlético Madrid akadémiájának lett a tagja. Végig járta a korosztályos csapatokat, majd 2007 és 2009 között a második csapat tagja volt, ahol ez idő alatt 44 bajnoki mérkőzésen szerepelt.
2008. október 22-én debütált az első csapatban a Liverpool FC elleni bajnokok ligája elleni csoportmérkőzésen, amelyen kezdőként végig a pályán maradt. Négy nappal később a bajnokságban is debütált, méghozzá a Villarreal CF elleni 4-4-es döntetlent hozó mérkőzésen. 2009. november 16-án aláírta első profi szerződését, amely 2013 júniusáig szólt. A szezon végén Európa-liga győzelmet ünnepelhetett csapatával.
2010. február 18-án az Európa-ligában is bemutatkozott a Galatasaray SK elleni mérkőzésen, amely 1-1-es döntetlennel végződött. December 12-én a Málaga CF ellen szerezte meg első bajnoki gólját.  2011. május 15-én a második bajnoki találatát is feljegyezhette a Sporting Gijón ellen. A szezon során a Real Zaragoza és a Getafe CF ellen is gólt szerzett méghozzá egymás követő mérkőzéseken. A szezon során többször is viselte a csapatkapitányi karszalagot. A klubbal megszerezte a szezon végeztével a második Európa-liga győzelmét.
2012. június 27-én ötéves szerződést írt alá a Bundesligába szereplő Mönchengladbach együtteséhez. Szeptember 1-jén debütált a bajnokságban a Fortuna Düsseldorf elleni 0-0-s döntetlennel végződő mérkőzésen. Első gólját még ebben a hónapban a Hamburger SV ellen szerezte meg. Október végén ismét eredményes volt, mégpedig a Hannover 96 együttese ellen. A szezont 30 bajnoki mérkőzésen szerzett 2 góllal zárta, valamint 2 kupa mérkőzésen lépett pályára és 8 nemzetközi találkozón.
A 2013–2014-es szezonban a 6. helyen végzett csapatával, amely Európa-liga indulást ért. 21 bajnoki találkozón egy gólt szerzett, március 30-án a Hamburger ellen.  A következő szezonban 34 tétmérkőzésen lépett pályára, de gólt nem szerzett. A bajnokságban bronzérmes lett a Mönchengladbach csapatával, ami már bajnokok ligája indulást jelentett. A 2015–2016-os bajnoki idény során mindössze 6 bajnoki mérkőzésen lépett pályára, több sérülést is elszenvedett a szezonban, így 2016. december 6-án bejelentette visszavonulását a profi labdarúgástól.

## Válogatott
Tagja volt a 2008-as U19-es labdarúgó-Európa-bajnokságon részt vevő U19-es válogatottnak, amely a csoportjában harmadik helyen végzett és kiesett az Európa-bajnokságról, azonban kijutott a 2009-es U20-as labdarúgó-világbajnokságra. Az U20-as labdarúgó-világbajnokságon részt vevő keretnek is tagja volt, ahol a csoportkörben mind a 3 mérkőzésüket megnyerték. Az egyenes kieséses szakaszban az olasz U20-as válogatott ellen 3-1-re kaptak ki, így kiestek. A 2011-es U21-es labdarúgó-Európa-bajnokságon is részt vett, miután Luis Milla szövetségi kapitány behívta a keretbe. A Dániában megrendezett tornát megnyerték, ami a korosztályos válogatott 3. sikere volt.
2011. augusztus 25-én meghívást kapott Vicente del Bosque-től a felnőtt válogatott Chilei és a Liechtensteini labdarúgó-válogatott elleni mérkőzésre. Végül ezeken a mérkőzéseken csak a kispadon kapott szerepet. 2012. május 26-án debütált a Szerb labdarúgó-válogatott elleni felkészülési mérkőzésen, a félidőben váltotta Sergio Ramos-t. Négy nappal később 33 percet játszott a Dél-koreai labdarúgó-válogatott elleni mérkőzésen.
A 2012. évi nyári olimpiai játékokon is részt vett, az U23-as válogatottal. A csoportjuk utolsó helyén végeztek egy ponttal.

## Statisztika
2016. december 8-i állapotnak megfelelően.
| Klub                     | Szezon            | Bajnokság | Bajnokság | Kupa  | Kupa  | Nemzetközi | Nemzetközi | Összesen | Összesen |
| Klub                     | Szezon            | Mérk.     | Gólok     | Mérk. | Gólok | Mérk.      | Gólok      | Mérk.    | Gólok    |
| ------------------------ | ----------------- | --------- | --------- | ----- | ----- | ---------- | ---------- | -------- | -------- |
| Atlético Madrid          | 2008–09           | 3         | 0         | 1     | 0     | 1          | 0          | 5        | 0        |
| Atlético Madrid          | 2009–10           | 26        | 0         | 8     | 0     | 12         | 0          | 46       | 0        |
| Atlético Madrid          | 2010–11           | 19        | 2         | 3     | 0     | 6          | 0          | 28       | 2        |
| Atlético Madrid          | 2011–12           | 28        | 3         | 1     | 0     | 12         | 1          | 41       | 4        |
| Atletico összesen        | Atletico összesen | 76        | 5         | 13    | 0     | 31         | 1          | 120      | 6        |
| Borussia Mönchengladbach | 2012–13           | 30        | 2         | 2     | 0     | 8          | 0          | 40       | 2        |
| Borussia Mönchengladbach | 2013–14           | 21        | 1         | 1     | 0     | 0          | 0          | 22       | 1        |
| Borussia Mönchengladbach | 2014–15           | 24        | 0         | 2     | 0     | 8          | 0          | 34       | 0        |
| Borussia Mönchengladbach | 2015–16           | 6         | 0         | 1     | 0     | 3          | 0          | 10       | 0        |
| Borussia összesen        | Borussia összesen | 81        | 3         | 6     | 0     | 19         | 0          | 106      | 3        |
| Karrier összesen         | Karrier összesen  | 157       | 8         | 19    | 0     | 50         | 1          | 226      | 9        |

## Sikerei, díjai

### Klub
- Atlético Madrid
  - Európa-liga: 2009–10, 2011–12
  - UEFA-szuperkupa: 2010

### Válogatott
- Spanyolország U21
  - U21-es labdarúgó-Európa-bajnokság: 2011